# Rumanova dolinka
Rumanova dolinka (polsky Dolinka Rumanowa německy Rumantal maďarsky Rumanvölgy) je severovýchodní údolí Zlomiskové doliny ve Vysokých Tatrách. Ohraničená je jihovýchodním vedlejším hřebenem Vysoké po Západný železný štít a jeho jihozápadním hřebenem. V dolince jsou Rumanova plesa.

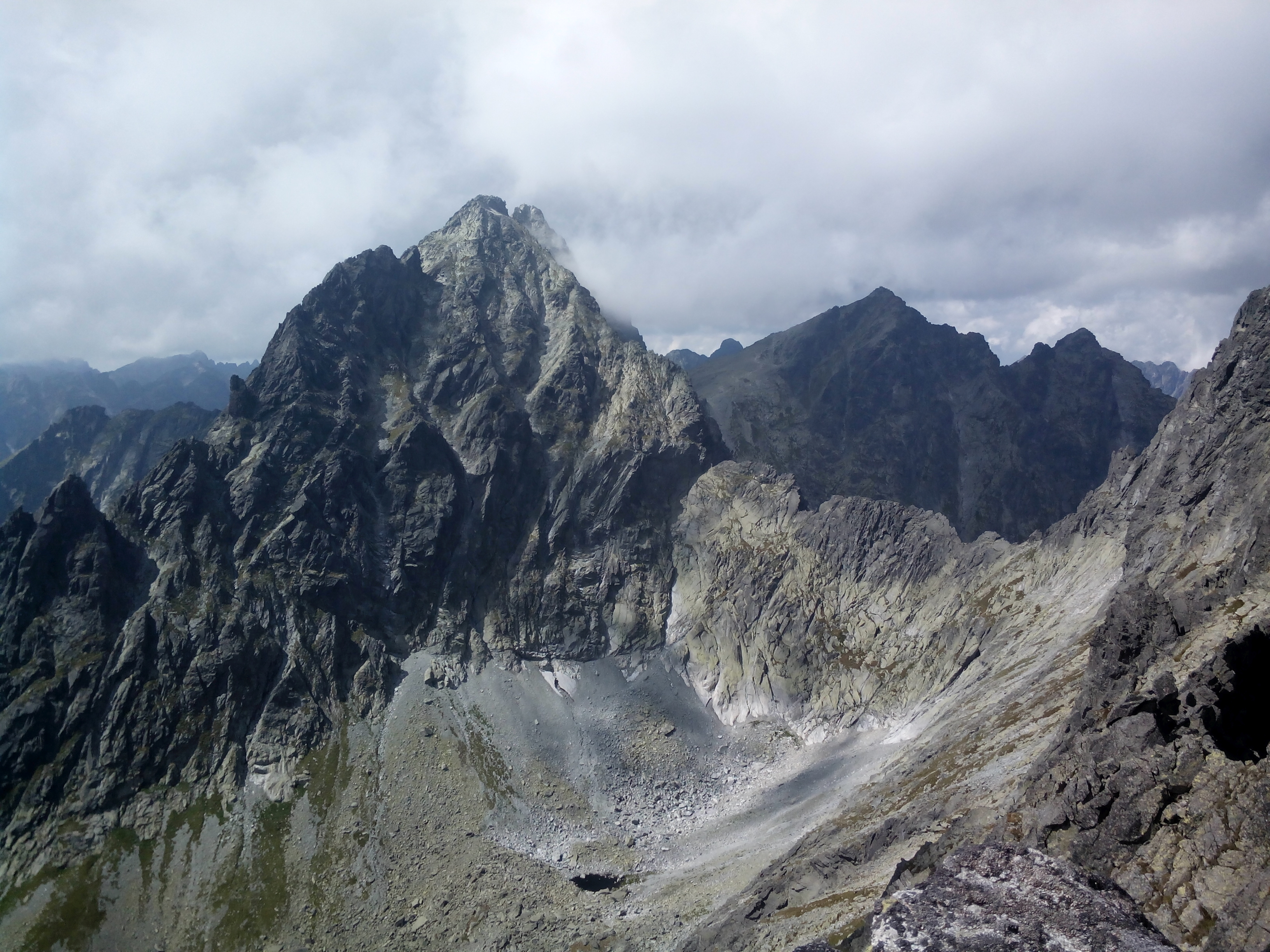
Horní patro Rumanovej dolinky

## Název
Pojmenována je po horském vůdci Jánu Rumanovi Driečném. Jeho jméno nesou také Rumanov potok, Prostredné Rumanovo sedlo, Východné Rumanovo sedlo, Západné Rumanovo sedlo, Rumanova kopka, Rumanova štrbina, Rumanovo koryto, Rumanov štít, Rumanove plesa, Západný Rumanov zub, Východný Rumanov zub.

## Turistika
Do dolinky nevedou turistické stezky.